# Vecel község
Vecel község (románul: Comuna Vețel) község Hunyad megyében, Romániában. Központja Vecel, beosztott falvai Bojabirz, Brettyelin, Erdőhátrunk, Herepe, Kismuncsel, Káun, Lesnyek, Marosnémeti, Nagymuncsel.

## Népessége
A 2011-es népszámlálás adatai alapján a község népessége 2872 fő volt.